# باغان (دشتی)
باغان، روستایی است از توابع بخش شنبه و طسوج شهرستان دشتی استان بوشهر ایران.
روستای باغان در بخش شنبه و طسوج قرار دارد.
این روستا دارای رودخانه آب شیرین، آثار باستانی، قنوات، زمین کشاورزی، باغات لیمو، نخیلات وغیره است.
روستای باغان در زمین‌لرزه‌ای که در سال ۱۳۸۰ رخ داد باعث تخریب همه منازل مسکونی در این روستا شد؛ و در تاریخ ۲۰ فروردین ۱۳۹۲ بر اثر زمین‌لرزه دشتی، این روستا دچار خسارات شدید شد.
روستای باغان در زمین‌لرزه‌ای که در سال ۱۳۸۰ رخ داد باعث تخریب همه منازل مسکونی در این روستا شد؛ و در تاریخ ۲۰ فروردین ۱۳۹۲ بر اثر زمین‌لرزه دشتی، این روستا دچار خسارات شدید شد.

## جمعیت
بر اساس سرشماری سال ۱۳۹۵ آمار رسمی جمعیت روستا ۱۵۷۴ نفر (۴۱۵ خانوار) می‌باشد.